# Gestiunea drepturilor digitale
Gestiunea drepturilor digitale (engleză: Digital Rights Management, abreviat DRM) este o serie de tehnologii de controlare a accesului la fișiere text, audio, video ș.a., folosite de producătorii de aparate electronice, editorii și deținătorii de copyright, pentru a limita utilizarea mediilor și dispozitivelor digitale. Un program având acest scop este SecuROM.